# Jugulator World Tour
Jugulator World Tour —en español: Gira mundial Jugulator— es la décima novena gira mundial de conciertos de la banda británica de heavy metal Judas Priest, en promoción al disco Jugulator de 1997. Comenzó el 30 de enero de 1998 en el recinto The Boathouse de Norfolk en los Estados Unidos y culminó el 31 de octubre del mismo año en el Hammerstein Ballroom de Nueva York. Además la extensa gira les permitió tocar por primera vez en Eslovaquia, República Checa y México.

## Antecedentes
Es la primera gira de la banda en más de siete años tras la Operation Rock 'N' Roll Tour de 1991 y además es la primera con el vocalista Tim "Ripper" Owens. Luego de varios años alejados de los escenarios, la agrupación decidió dar la primera parte por los Estados Unidos en pequeños teatros o clubes, ya que en palabras de Ian Hill en una entrevista dada a Prime-choice.com: «necesitábamos mojarnos los pies de nuevo y además tocaremos por primera vez con Tim, por ello creemos que tocar en grandes auditorios podría ser un poco erróneo». En la misma entrevista además contó que no sabían como reaccionaría los fanáticos ante el nuevo vocalista, ni tampoco la actitud de la nueva generación de metaleros.
Por otro lado y durante varias presentaciones contaron con varias bandas como artistas invitados. Durante la primera parte por Norteamérica tuvieron a los californianos Cage y Kilgore Sludge como teloneros, por su parte en las presentaciones por Europa contaron con los holandeses Gorefest como banda soporte. Durante los dos conciertos por México tuvieron como artista invitado a la banda Megadeth, mientras que durante la segunda parte por los Estados Unidos tenían a Moon Dog Mane como telonero.

## Lista de canciones
A lo largo de la gira contaron con dos listados de canciones, el primero de ellos se tocó durante su visita por Norteamérica, Europa y Japón. Mientras que el segundo se tocó durante la segunda visita por los Estados Unidos para promocionar su tercer álbum en directo '98 Live Meltdown. A continuación los dos setlist interpretados, el primero el 2 de febrero en Washington D. C. y el otro el 6 de octubre en Houston.
- 9:30 Club, Washington D. C.

1. «The Hellion»
2. «Electric Eye»
3. «Metal Gods»
4. «Grinder»
5. «Blood Stained»
6. «The Sentinel»
7. «A Touch of Evil»
8. «Burn in Hell»
9. «The Ripper»
10. «Bullet Train»
11. «Beyond the Realms of Death»
12. «Metal Meltdown»
13. «Night Crawler»
14. «Victim of Changes»
15. «Breaking the Law»
16. «The Green Manalishi (With the Two Pronged Crown)»
17. «Painkiller»
18. «You've Got Another Thing Comin'»
19. «Hell Bent for Leather»
20. «Living After Midnight»

1. «The Hellion»
2. «Electric Eye»
3. «Metal Gods»
4. «Rapid Fire»
5. «Blood Stained»
6. «The Sentinel»
7. «A Touch of Evil»
8. «Burn in Hell»
9. «The Ripper»
10. «Beyond the Realms of Death»
11. «Night Crawler»
12. «Diamonds & Rust»
13. «Victim of Changes»
14. «Breaking the Law»
15. «The Green Manalishi (With the Two Pronged Crown)»
16. «You've Got Another Thing Comin'»
17. «Painkiller»
18. «Hell Bent for Leather»
19. «Living After Midnight»

## Fechas
| Fecha            | País            | Ciudad                | Recinto                     | Notas                                                            |
| Norteamérica     | Norteamérica    | Norteamérica          | Norteamérica                | Norteamérica                                                     |
| ---------------- | --------------- | --------------------- | --------------------------- | ---------------------------------------------------------------- |
| 30 de enero      | Estados Unidos  | Norfolk               | The Boathouse               | teloneados por Cage y Kilgore Sludge                             |
| 31 de enero      | Estados Unidos  | Charlotte             | Grady Cole Center           | teloneados por Cage y Kilgore Sludge                             |
| 2 de febrero     | Estados Unidos  | Washington D. C.      | 9:30 Club                   | teloneados por Cage y Kilgore Sludge                             |
| 3 de febrero     | Estados Unidos  | Boston                | Avalon Ballroom             | teloneados por Cage y Kilgore Sludge                             |
| 4 de febrero     | Estados Unidos  | Poughkeepsie          | The Chance                  | teloneados por Cage y Kilgore Sludge                             |
| 6 de febrero     | Estados Unidos  | Nueva York            | Roseland Ballroom           | teloneados por Cage y Kilgore Sludge                             |
| 7 de febrero     | Estados Unidos  | Filadelfia            | Electric Factory            | teloneados por Cage y Kilgore Sludge                             |
| 8 de febrero     | Estados Unidos  | Pittsburgh            | Metropol                    | teloneados por Cage y Kilgore Sludge                             |
| 10 de febrero    | Estados Unidos  | Kalamazoo             | State Theater               | teloneados por Cage y Kilgore Sludge                             |
| 11 de febrero    | Canadá          | Toronto               | The Guvernment              | teloneados por Cage y Kilgore Sludge                             |
| 13 de febrero    | Estados Unidos  | Detroit               | State Theatre               | teloneados por Cage y Kilgore Sludge                             |
| 14 de febrero    | Estados Unidos  | Columbus              | Newport Musci Hall          | teloneados por Cage y Kilgore Sludge                             |
| 15 de febrero    | Estados Unidos  | Cleveland             | The Odeon                   | teloneados por Cage y Kilgore Sludge                             |
| 17 de febrero    | Estados Unidos  | Louisville            | The Brewery                 | teloneados por Cage y Kilgore Sludge                             |
| 18 de febrero    | Estados Unidos  | Indianápolis          | Murat Centre                | teloneados por Cage y Kilgore Sludge                             |
| 19 de febrero    | Estados Unidos  | Chicago               | House of Blues              | teloneados por Cage y Kilgore Sludge                             |
| 20 de febrero    | Estados Unidos  | Milwaukee             | Modjeska Theater            | teloneados por Cage y Kilgore Sludge                             |
| 23 de febrero    | Canadá          | Vancouver             | The Rage                    | teloneados por Cage y Kilgore Sludge                             |
| 24 de febrero    | Estados Unidos  | Portland              | Roseland Theater            | teloneados por Cage y Kilgore Sludge                             |
| 26 de febrero    | Estados Unidos  | Stockton              | Stockton Civic Auditorium   | teloneados por Cage y Kilgore Sludge                             |
| 28 de febrero    | Estados Unidos  | San Francisco         | The Warfield                | teloneados por Cage y Kilgore Sludge                             |
| 1 de marzo       | Estados Unidos  | Universal City        | Universal Amphitheatre      | teloneados por Cage y Kilgore Sludge                             |
| 2 de marzo       | Estados Unidos  | San Diego             | 4th & B                     | teloneados por Cage y Kilgore Sludge                             |
| Europa           |                 |                       |                             |                                                                  |
| 19 de marzo      | Alemania        | Colonia               | E-Werk                      | teloneados por Gorefest                                          |
| 20 de marzo      | Alemania        | Groß-Umstadt          | Stadthalle                  | teloneados por Gorefest                                          |
| 22 de marzo      | Alemania        | Stuttgart             | Congress B                  | teloneados por Gorefest                                          |
| 23 de marzo      | Suiza           | Zúrich                | Volkshaus                   | teloneados por Gorefest                                          |
| 24 de marzo      | Alemania        | Memmingen             | Stadthalle                  | teloneados por Gorefest                                          |
| 26 de marzo      | Austria         | Viena                 | Kurhalle Oberlaa            | teloneados por Gorefest                                          |
| 27 de marzo      | Eslovaquia      | Žilina                | Športová hala Bôrik         | teloneados por Gorefest                                          |
| 28 de marzo      | Polonia         | Katowice              | Metalmania Festival, Spodek | junto a Gorefest, Dimmu Borgir, Therion, HammerFall, entre otros |
| 29 de marzo      | República Checa | Praga                 | Malá Sportovní Hala         | teloneados por Gorefest                                          |
| 31 de marzo      | Alemania        | Halle                 | Eissporthalle               | teloneados por Gorefest                                          |
| 1 de abril       | Alemania        | Berlín                | Arena                       | teloneados por Gorefest                                          |
| 2 de abril       | Alemania        | Hamburgo              | Docks                       | teloneados por Gorefest                                          |
| 3 de abril       | Dinamarca       | Copenhague            | Vega                        | teloneados por Gorefest                                          |
| 5 de abril       | Alemania        | Essen                 | Grugahalle                  | teloneados por Gorefest                                          |
| 6 de abril       | Alemania        | Hanover               | Hannover Music Hall         | teloneados por Gorefest                                          |
| 8 de abril       | Bélgica         | Bruselas              | Ancienne Belgique           | teloneados por Gorefest                                          |
| 9 de abril       | Países Bajos    | Zwolle                | IJsselhallen                | teloneados por Gorefest                                          |
| 11 de abril      | Inglaterra      | Londres               | London Astoria              | teloneados por Gorefest                                          |
| 12 de abril      | Inglaterra      | Wolverhampton         | The Civic Hall              | teloneados por Gorefest                                          |
| 14 de abril      | Francia         | París                 | Le Zénith                   | teloneados por Gorefest                                          |
| 15 de abril      | Alemania        | Ludwigshafen am Rhein | Friedrich-Ebert-Halle       | teloneados por Gorefest                                          |
| 16 de abril      | Alemania        | Fürth                 | Stadthalle Fürth            | teloneados por Gorefest                                          |
| 17 de abril      | Alemania        | Múnich                | Colosseum                   | teloneados por Gorefest                                          |
| 19 de abril      | Italia          | Milán                 | Palaquatica                 | teloneados por Gorefest                                          |
| 20 de abril      | Austria         | Innsbruck             | Hafen                       | teloneados por Gorefest                                          |
| 21 de abril      | Suiza           | Zúrich                | Volkshaus                   | teloneados por Gorefest                                          |
| 23 de abril      | España          | Barcelona             | Velódromo Valle Helbron     | teloneados por Gorefest                                          |
| 24 de abril      | España          | Madrid                | Palacio de Deportes         | teloneados por Gorefest                                          |
| 25 de abril      | España          | San Sebastián         | Velódromo de Anoeta         | teloneados por Gorefest                                          |
| 26 de abril      | España          | Zaragoza              | desconocido                 | teloneados por Gorefest                                          |
| 28 de abril      | Portugal        | Lisboa                | Cascais Pavilion            | teloneados por Gorefest                                          |
| Asia             |                 |                       |                             |                                                                  |
| 13 de mayo       | Japón           | Tokio                 | Shibuya Public Hall         |                                                                  |
| 14 de mayo       | Japón           | Tokio                 | Shibuya Public Hall         |                                                                  |
| 16 de mayo       | Japón           | Nagoya                | Diamond Hall                |                                                                  |
| 17 de mayo       | Japón           | Fukuoka               | Skala Espacio               |                                                                  |
| 18 de mayo       | Japón           | Osaka                 | Koseinenkin Kaikan          |                                                                  |
| 20 de mayo       | Japón           | Tokio                 | U-Port Hall                 |                                                                  |
| Latinoamérica    |                 |                       |                             |                                                                  |
| 17 de septiembre | México          | Ciudad de México      | Palacio de los Deportes     | teloneados por Megadeth                                          |
| 19 de septiembre | México          | Monterrey             | Auditorio Coca Cola         | teloneados por Megadeth                                          |
| Norteamérica II  |                 |                       |                             |                                                                  |
| 22 de septiembre | Estados Unidos  | Denton                | Rockin' Rodeo               | teloneados por Moon Dog Mane                                     |
| 23 de septiembre | Estados Unidos  | San Diego             | 4th & B                     | teloneados por Moon Dog Mane                                     |
| 24 de septiembre | Estados Unidos  | Santa Ana             | Galaxy Theatre              | teloneados por Moon Dog Mane                                     |
| 26 de septiembre | Estados Unidos  | Phoenix               | Celebrity Theatre           | teloneados por Moon Dog Mane                                     |
| 27 de septiembre | Estados Unidos  | West Hollywood        | House of Blues              | teloneados por Moon Dog Mane                                     |
| 28 de septiembre | Estados Unidos  | West Hollywood        | House of Blues              | teloneados por Moon Dog Mane                                     |
| 29 de septiembre | Estados Unidos  | Las Vegas             | The Joint                   | teloneados por Moon Dog Mane                                     |
| 30 de septiembre | Estados Unidos  | Albuquerque           | Midnight Rodeo              | teloneados por Moon Dog Mane                                     |
| 6 de octubre     | Estados Unidos  | Houston               | Aerial Theater              | teloneados por Moon Dog Mane                                     |
| 7 de octubre     | Estados Unidos  | San Antonio           | Far West                    | teloneados por Moon Dog Mane                                     |
| 8 de octubre     | Estados Unidos  | Corpus Christi        | Bucket's Sport Bar          | teloneados por Moon Dog Mane                                     |
| 10 de octubre    | Estados Unidos  | San Benito            | The Road House              | teloneados por Moon Dog Mane                                     |
| 11 de octubre    | Estados Unidos  | Waco                  | Midnight Rodeo              | teloneados por Moon Dog Mane                                     |
| 13 de octubre    | Estados Unidos  | Amarillo              | Midnight Rodeo              | teloneados por Moon Dog Mane                                     |
| 14 de octubre    | Estados Unidos  | Lubbock               | Roadhouse Ruby's            | teloneados por Moon Dog Mane                                     |
| 15 de octubre    | Estados Unidos  | Fort Worth            | Caravan of Dreams           | teloneados por Moon Dog Mane                                     |
| 16 de octubre    | Estados Unidos  | Shreveport            | Malibu Alley                | teloneados por Moon Dog Mane                                     |
| 17 de octubre    | Estados Unidos  | Little Rock           | Joe's Big Bam Boo           | teloneados por Moon Dog Mane                                     |
| 19 de octubre    | Estados Unidos  | New Orleans           | House of Blues              | teloneados por Moon Dog Mane                                     |
| 20 de octubre    | Estados Unidos  | Lake Buena Vista      | House of Blues              | teloneados por Moon Dog Mane                                     |
| 21 de octubre    | Estados Unidos  | Hallandale Beach      | Button South                | teloneados por Moon Dog Mane                                     |
| 23 de octubre    | Estados Unidos  | Atlanta               | The Masquerade              | teloneados por Moon Dog Mane                                     |
| 24 de octubre    | Estados Unidos  | North Myrtle Beach    | House of Blues              | teloneados por Moon Dog Mane                                     |
| 26 de octubre    | Estados Unidos  | Cleveland             | Agora                       | teloneados por Moon Dog Mane                                     |
| 27 de octubre    | Estados Unidos  | Columbus              | Newport Music Hall          | teloneados por Moon Dog Mane                                     |
| 28 de octubre    | Estados Unidos  | Chicago               | House of Blues              | teloneados por Moon Dog Mane                                     |
| 30 de octubre    | Estados Unidos  | Northampton           | Calvin Theatre              | teloneados por Moon Dog Mane                                     |
| 31 de octubre    | Estados Unidos  | Nueva York            | Hammerstein Ballroom        | teloneados por Moon Dog Mane                                     |

## Músicos
- Tim Owens: voz
- K.K. Downing: guitarra eléctrica
- Glenn Tipton: guitarra eléctrica
- Ian Hill: bajo
- Scott Travis: batería